# WebAuthn

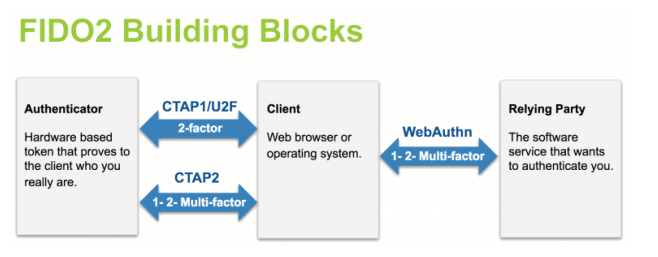
WebAuthn bildet im Rahmen von FIDO2 die Schnittstelle zwischen Client und Dienstanbieter

WebAuthn ist ein vom World Wide Web Consortium (W3C) unter enger Einbeziehung der FIDO-Allianz im Rahmen des FIDO2-Projekts veröffentlichter Standard für eine Programmierschnittstelle (API), mit der Webanwendungen und Websites ihren Benutzern eine direkte Authentifikation mittels Public-Key-Verfahren im Webbrowser anbieten können. Durch FIDO2 kann die Authentifizierung für den Benutzer vereinfacht und unter Umständen auf die Vielzahl individueller Kennwörter für jede Website verzichtet werden.
WebAuthn-Anmeldedaten (die selbst FIDO-Anmeldedaten sind), die auf mehreren Geräten verfügbar sind, werden allgemein als
Passkeys bezeichnet.
WebAuthn stellt im Rahmen von FIDO2 die Schnittstelle zwischen dem sogenannten Client, damit wird beispielsweise ein Web-Browser oder ein Teil vom Betriebssystem bezeichnet, und einer sich üblicherweise im Internet befindlichen Gegenstelle, auch als FIDO2-Server bezeichnet, welche WebAuthn zur Authentifizierung von Benutzern verwendet. Der WebAuthn-Standard setzt zwingend den Einsatz einer verschlüsselten Verbindung wie https zwischen Client und FIDO2-Server voraus.
Der WebAuthn-Level-1-Standard wurde am 4. März 2019 als Empfehlung des World Wide Web Consortiums (W3C) veröffentlicht. Am 8. April 2021 folgte die Level-2-Spezifikation.
WebAuthn wird von verschiedenen Webbrowsern wie Firefox und Google Chrome plattformübergreifend, beispielsweise unter Linux oder unter Microsoft Windows, unterstützt. Weiters auch von den betriebssystemgebundenen Web-Browsern Safari (Apple, iOS) und Microsoft Edge.